# Hryhoriy Loboda
Pour les articles homonymes, voir Loboda.

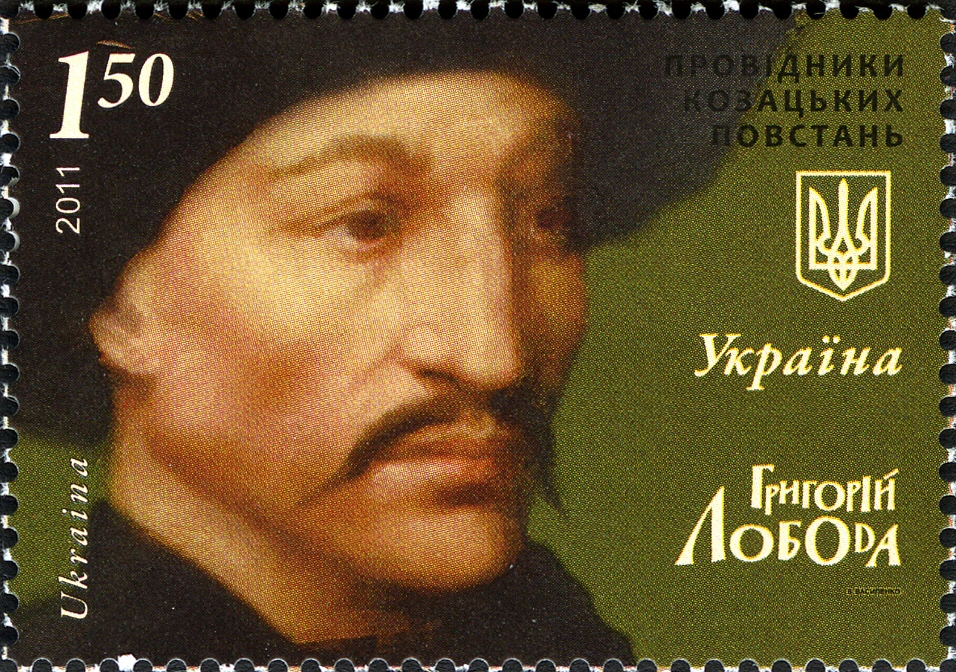
Timbre ukrainien (2011)

Hryhoriy Loboda  (en ukrainien : Григорій Лобода ; né dans la région de Kiev à une date inconnue, mort en mai 1596) est un hetman des Cosaques zaporogues, d'origine roumaine.
En 1594-1595, il prend part avec Severyn Nalyvaïko à la campagne de Moldavie contre les Turcs, en tant qu'allié de Rodolphe II du Saint-Empire.
Pendant la révolte des Cosaques de 1596, Loboda et Nalyvaïko effectuent des expéditions militaires sur le territoire bordant la voïvodie de Kiev.
Soupçonné de vouloir négocier avec Stanisław Żółkiewski, hetman de la république des Deux Nations (Pologne - Lituanie), Loboda est assassiné par des partisans de Nalyvaïko pendant la bataille de Solonytsia, près de Loubny.